# Tierpark Rheinböllen
Koordinaten: 50° 1′ 51,6″ N, 7° 39′ 43,9″ O
Der Tierpark Rheinböllen (bis 2020 Hochwildschutzpark Hunsrück) ist ein privat geführter Wildpark am nördlichen Ortsrand von Rheinböllen im Hunsrück. Der Park beherbergt ca. 35 Tierarten – vor allem heimische Wildtierarten und bedrohte Haustierrassen, aber auch einige Exoten, wie z. B. Kanadische Wölfe, Erdmännchen, Zwergotter oder Bennett-Kängurus. Besonderheiten des Tierparks sind das freilaufende Dam- und Muffelwild, die Greifvögel (Falknerei) und die 2020 gegründete Tierparkschule.

## Lage
Der Tierpark Rheinböllen liegt ca. 3 km vom nordöstlichen Stadtrand Rheinböllens entfernt. Er wurde rund um den Volkenbacher Weiher und im angrenzenden Waldgebiet angelegt und erstreckt sich auf einem rund 76 Hektar großen Gelände. Der Tierpark liegt unweit der Autobahn A 61.

## Geschichte

### Gründung
Am 8. Juli 1967 wurde der Hochwildschutzpark erstmals für die Öffentlichkeit zugänglich gemacht. Der aus dem Sauerland stammende Unternehmer Anton Schulte-Wrede hatte das Gelände angelegt: Hier lebten zahlreiche Tiere, die in der Region heimisch sind oder es einmal waren, darunter Luchse, Wölfe, Bären und Wildschweine. Etwa 20 Kilometer Länge hatten die Gatterzäune; die damaligen Wanderwege umfassten 3 Kilometer, das gesamte Gelände etwa 100 Hektar Waldgebiet und 3 Hektar Wasserfläche. Mehr als 100.000 Besucher pro Jahr wurden in der Folge gezählt.
Rotwild, Damwild, Muffelwild und Schwarzwild gehörten von Beginn an ebenso zum Park wie Steinbock und Europäischer Wisent oder Elche. Mit Waldlehrpfaden, Vogelschutzplänen und Beobachtungskanzeln zog der Hochwildschutzpark nicht nur Tierfreunde und fotografisch interessierte Gäste an, sondern mit heimischen Förstern und Jägern auch Fachpublikum. Bereits im Oktober 1967 besuchte der Tierforscher Bernhard Grzimek Rheinböllens Wildpark.

### Modernisierung
Von 1998 bis 2010 wurde der Park modernisiert, unter anderem wurde das Bärengehege erweitert. 2006 wurde die Falknerei gegründet, die täglich eine Greifvogelschau bietet. Neben verschiedenen Greifvogelarten nehmen auch Eulen aus unterschiedlichen Kontinenten an den Flugshows teil.
Eine Besonderheit des Parks besteht darin, dass sich mehrere Tierarten frei im Park bewegen können, vorwiegend Rehe, Dam- und Sikahirsche, außerdem das Muffelwild.

### Pachtverlängerung
Geleitet wurde der Park seit 2008 von Wolfgang Kaus, der ihn gemeinsam mit Kristof Fröhlich betrieb. 2015 wurde der Pachtvertrag zwischen den Betreibern und den Flächeneigentümern – die Stadt Rheinböllen und die Gemeinden Erbach und Liebshausen – um weitere 25 Jahre verlängert. 2020 übernahm Kristof Fröhlich die Leitung des Parks, der am 1. Oktober 2020 in „Tierpark Rheinböllen“ umbenannt wurde.

## Tierparkschule
Die Tierparkschule wurde im Sommer 2020 gegründet. Sie stellt eine vom Tierpark betriebene zoopädagogische Abteilung dar und vereint alle edukativen Bereiche des Parks wie beispielsweise Umweltbildung und nachhaltige Entwicklung sowie den passiven und aktiven Arten- und Naturschutz und dessen Management.
Neben regelmäßigen Angeboten wie „Tierpfleger-Workshops“ und „Ferien im Park“ gibt es Angebote für Kindergeburtstage, Kindergarten- und Schulgruppen.

## Tierpark-Kita
Für das Jahr 2025 wird die Errichtung einer „Tierpark-Kita“ angestrebt. Ähnlich wie in einem Waldkindergarten soll es künftig möglich sein, dass die betreuten Kinder hier mit ihren Erziehern den Kita-Alltag fast durchgehend bei jedem Wetter außerhalb von Gebäuden, d. h. im Tierpark, im Wald oder auf der Wiese verbringen. Einschränkungen soll es nur bei Witterungsbedingungen geben, die einen sicheren Aufenthalt im Freien unmöglich machen. Dafür ist ein Gebäude in Holzmodulbauweise als Rückzugsort und fester Bezugspunkt in der Nähe der Damwildwiese geplant. Die Zustimmung der zuständigen Gremien und erforderliche behördliche Genehmigungen stehen noch aus.

## Mitgliedschaften
Der Wildpark ist Mitglied im Deutschen Wildgehege-Verband und seit dem Sommer 2020 in der Gesellschaft zur Erhaltung alter und gefährdeter Haustierrassen (GEH). Zu den alten oder gefährdeten Haustierrassen zählen die bereits im Park lebenden Thüringer Waldziegen, Skudden und Pommerngänse.

## Bildergalerie

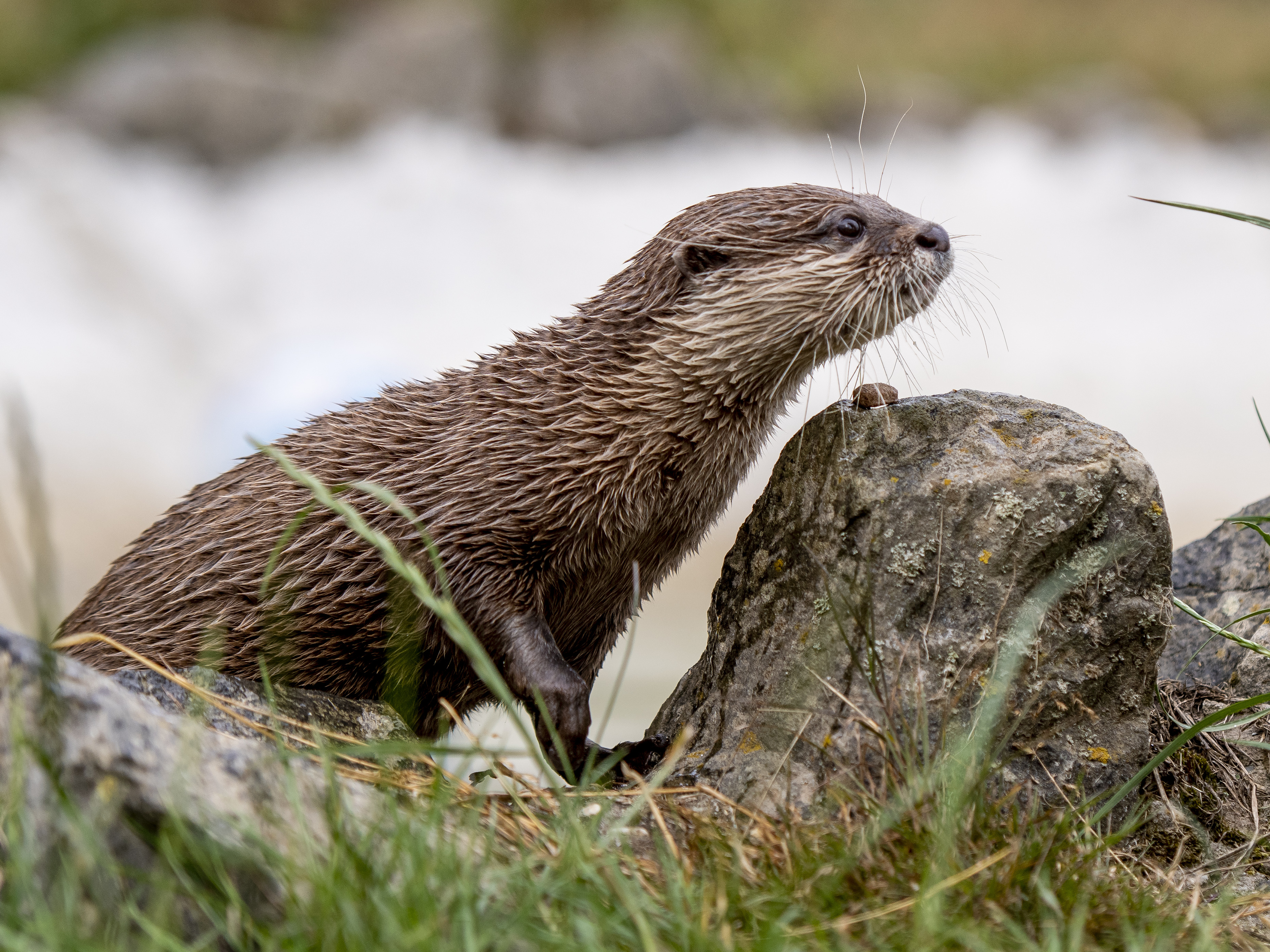
Asiatischer Kurzkrallenotter
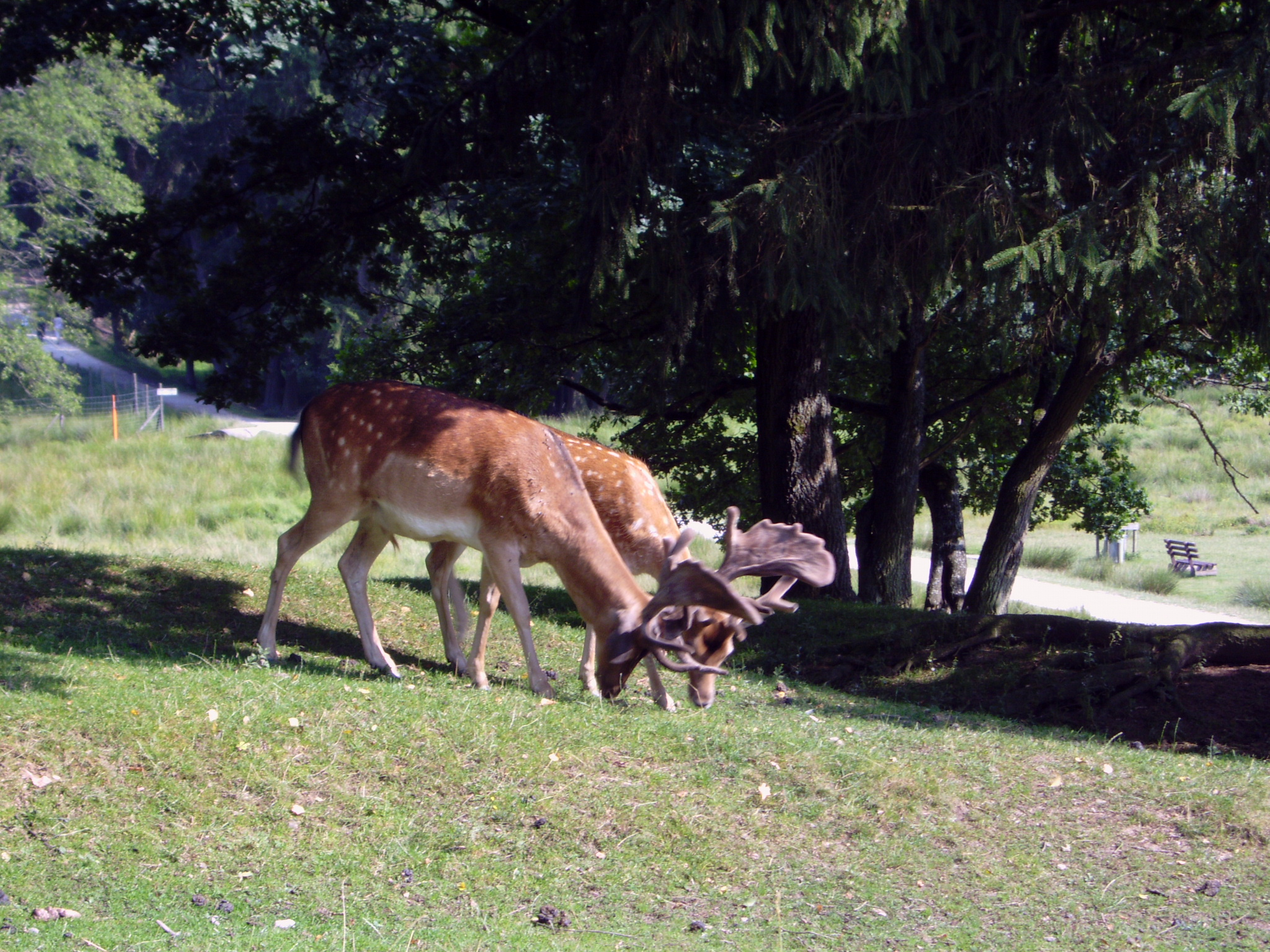
Freilaufende Damhirsche
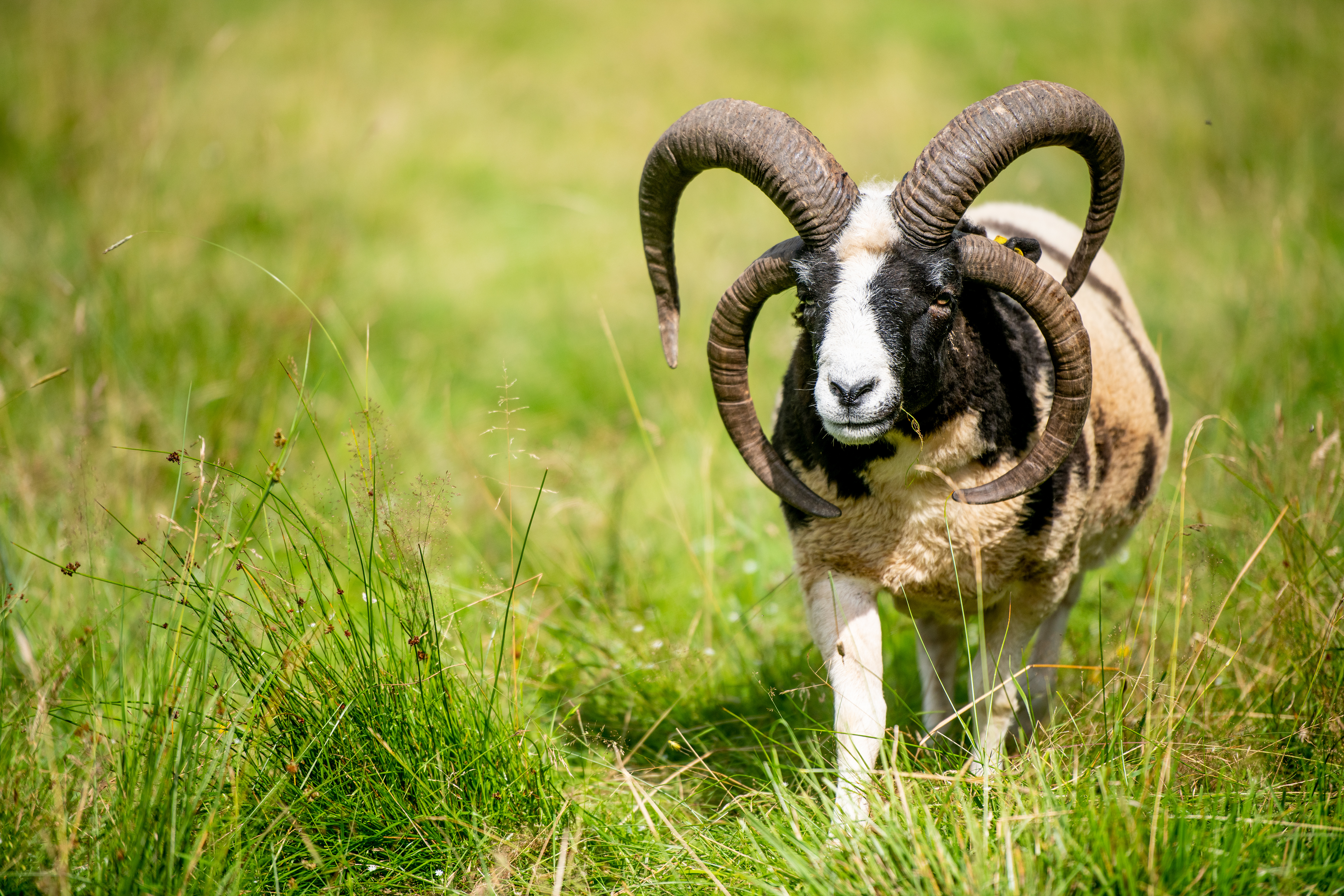
Jakobschaf
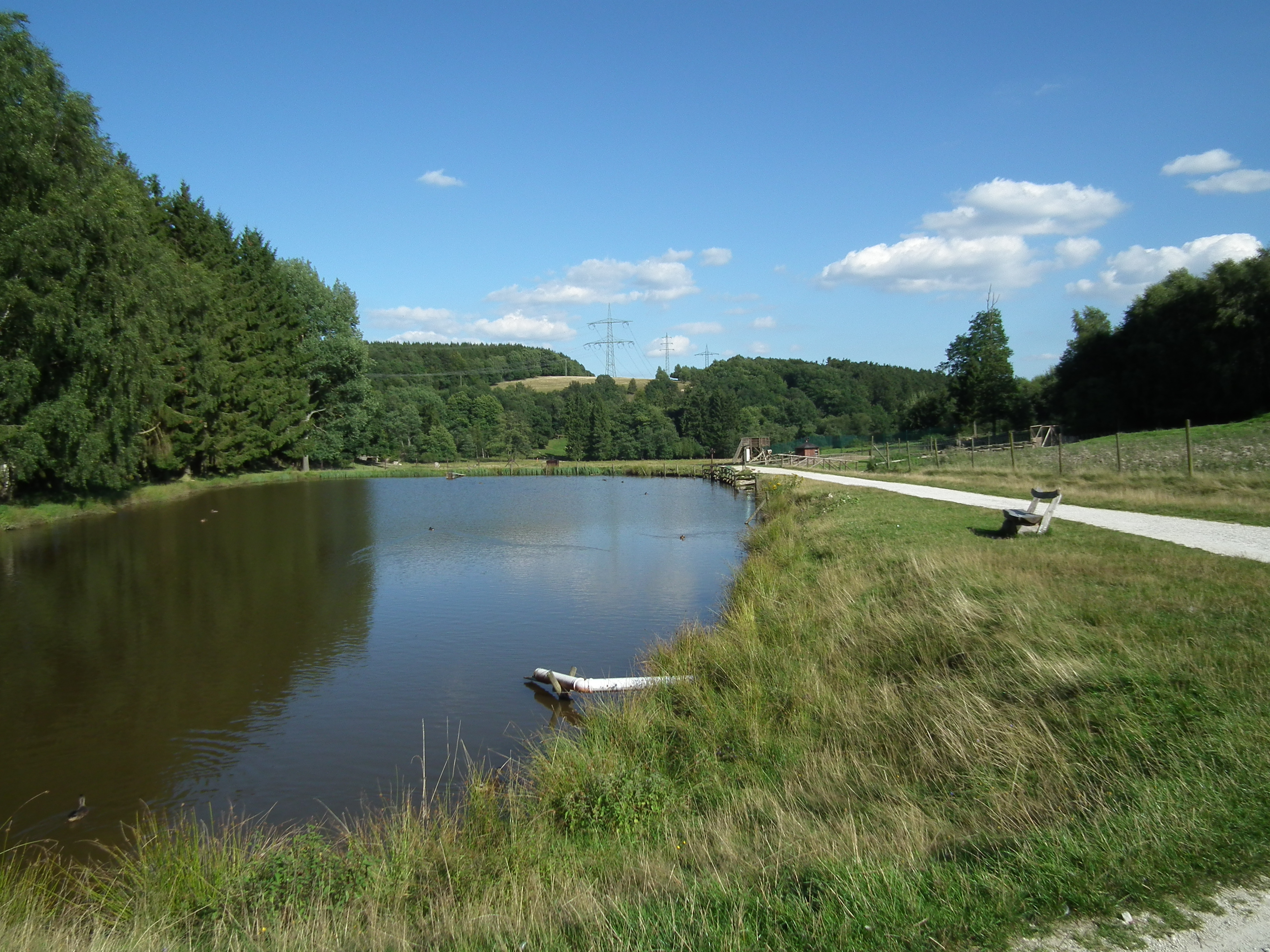
Forellenteich
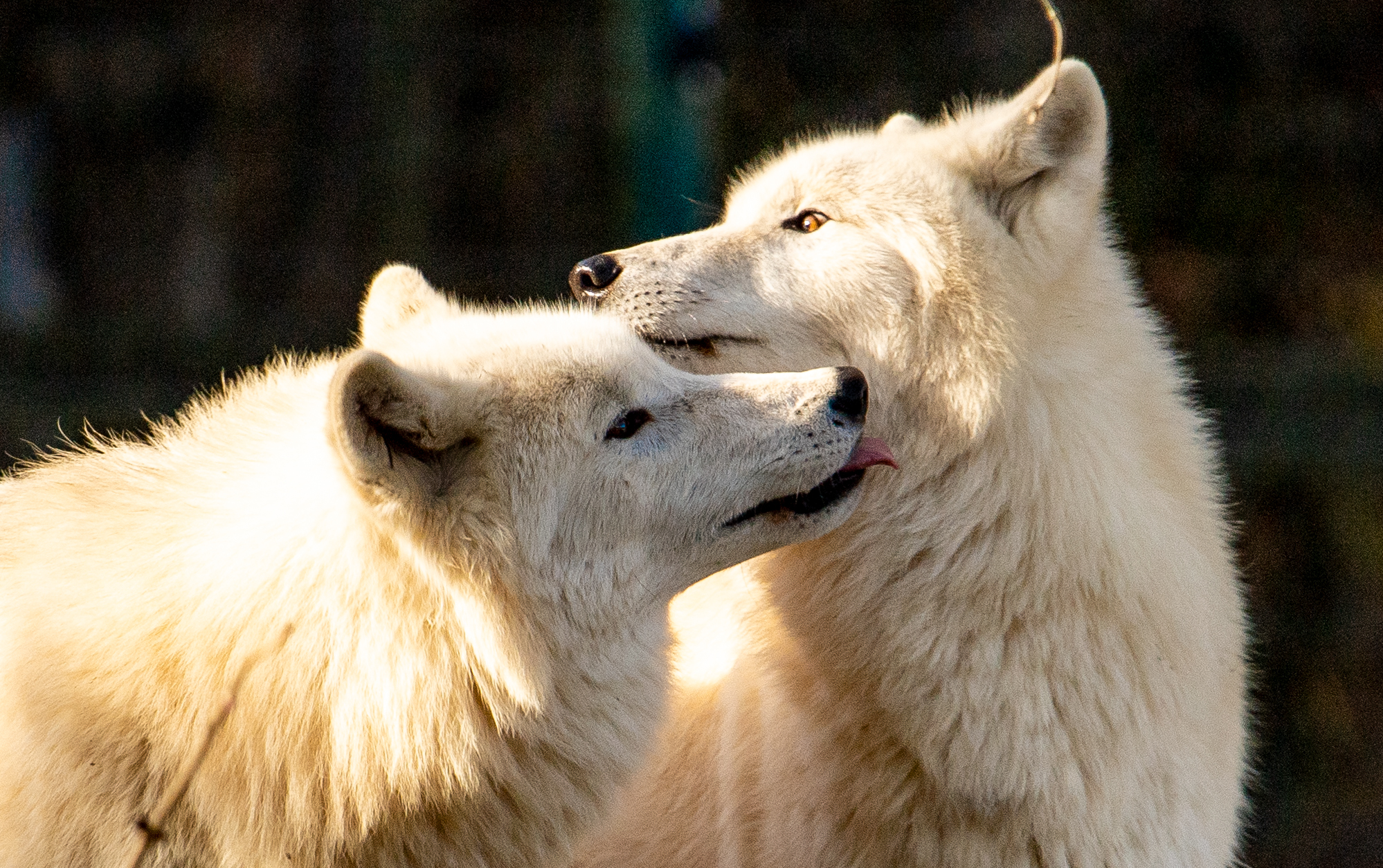
Kanadische Wölfe